# Glaucidium
Glaucidium – rodzaj ptaków z podrodziny sóweczek (Surniinae) w obrębie rodziny puszczykowatych (Strigidae).

## Zasięg występowania
Rodzaj obejmuje gatunki występujące w Eurazji, Afryce i Ameryce.

## Morfologia
Długość ciała 13–25 cm, rozpiętość skrzydeł 34–45 cm; masa ciała samic 50–240 g, samców 45–176 g.

## Systematyka

### Etymologia
- Glaucidium: gr. γλαυκιδιον glaukidion „sóweczka”, od zdrobnienia γλαυξ glaux, γλαυκος glaukos „sowa”[10].
- Noctua: łac. noctua „sowa” poświęcona Minerwie (znanej również jako Atena, Pallas lub Pallas Atena), bogini mądrości, wojny i sztuk wyzwolonych, której ulubionym ptakiem była sowa, poprzez starożytne skojarzenie z jej prymitywną rolą jako bogini nocy, od nox, noctis „noc”[11]. Gatunek typowy: Noctua cuculoides Vigors, 1837.
- Nyctipetes: gr. νυκτι- nukti- „nocny”, od νυξ nux, νυκτος nuktos „noc”; πετης petēs „skrzydlaty, lotnik”, od πετομαι petomai „latać”[12]. Gatunek typowy: Strix perlata Vieillot, 1817.
- Microglaux: gr. μικρος mikros „mały”; γλαυξ glaux, γλαυκος glaukos „sowa”[13]. Gatunek typowy: Strix perlata Vieillot, 1817.
- Microptynx: gr. μικρος mikros „mały”; πτυγξ ptunx, πτυγγος ptungos „sowa”[14]. Gatunek typowy: Strix passerina Linnaeus, 1758.
- Taenioglaux: gr. ταινια tainia „pasmo, pasek”; γλαυξ glaux, γλαυκος glaukos „sowa”[15]. Gatunek typowy: Strix radiata Tickell, 1833.
- Phalaenopsis: gr. φαλαινα phalaina „ćma”; οψις opsis „wygląd”[16]. Gatunek typowy: Strix nana P.P. King, 1827.
- Smithiglaux: sir Andrew Smith (1797–1872), szkocki zoolog, etnolog, podróżnik po Afryce Południowej, pierwszy kurator w Cape Town Museum w 1825 roku; γλαυξ glaux, γλαυκος glaukos „sowa”[17]. Gatunek typowy: Noctua capensis A. Smith, 1834.

### Podział systematyczny
Do rodzaju należą następujące gatunki:

- Glaucidium passerinum (Linnaeus, 1758) – sóweczka zwyczajna
- Glaucidium perlatum (Vieillot, 1817) – sóweczka sawannowa
- Glaucidium tephronotum Sharpe, 1875 – sóweczka rdzawopierśna
- Glaucidium sjostedti Reichenow, 1893 – sóweczka białobroda
- Glaucidium cuculoides (Vigors, 1831) – sóweczka falista
- Glaucidium castanopterum (Horsfield, 1821) – sóweczka jawajska
- Glaucidium radiatum (Tickell, 1833) – sóweczka prążkowana
- Glaucidium castanotum (Blyth, 1851) – sóweczka cejlońska
- Glaucidium capense (A. Smith, 1834) – sóweczka plamobrzucha
- Glaucidium albertinum Prigogine, 1983 – sóweczka górska
- Glaucidium gnoma Wagler, 1832 – sóweczka dwuplamista
- Glaucidium costaricanum L. Kelso, 1937 – sóweczka kostarykańska
- Glaucidium nubicola Robbins & Stiles, 1999 – sóweczka ekwadorska
- Glaucidium jardinii (Bonaparte, 1855) – sóweczka andyjska
- Glaucidium bolivianum C. König, 1991 – sóweczka szara
- Glaucidium palmarum Nelson, 1901 – sóweczka palmowa
- Glaucidium sanchezi Lowery & R.J. Newman, 1949 – sóweczka meksykańska
- Glaucidium griseiceps Sharpe, 1875 – sóweczka lilipucia
- Glaucidium parkeri Robbins & S.N.G. Howell, 1995 – sóweczka ciemna
- Glaucidium hardyi Vielliard, 1989 – sóweczka brazylijska
- Glaucidium minutissimum (zu Wied, 1830) – sóweczka karłowata
- Glaucidium mooreorum J.M.C. Silva, Coelho & Gonzaga, 2003 – sóweczka kasztanowata
- Glaucidium brasilianum (J.F. Gmelin, 1788) – sóweczka kreskowana
- Glaucidium peruanum C. König, 1991 – sóweczka peruwiańska
- Glaucidium nana (P.P. King, 1827) – sóweczka magellańska
- Glaucidium siju (d’Orbigny, 1839) – sóweczka kubańska